# Dorfkirche Löberschütz

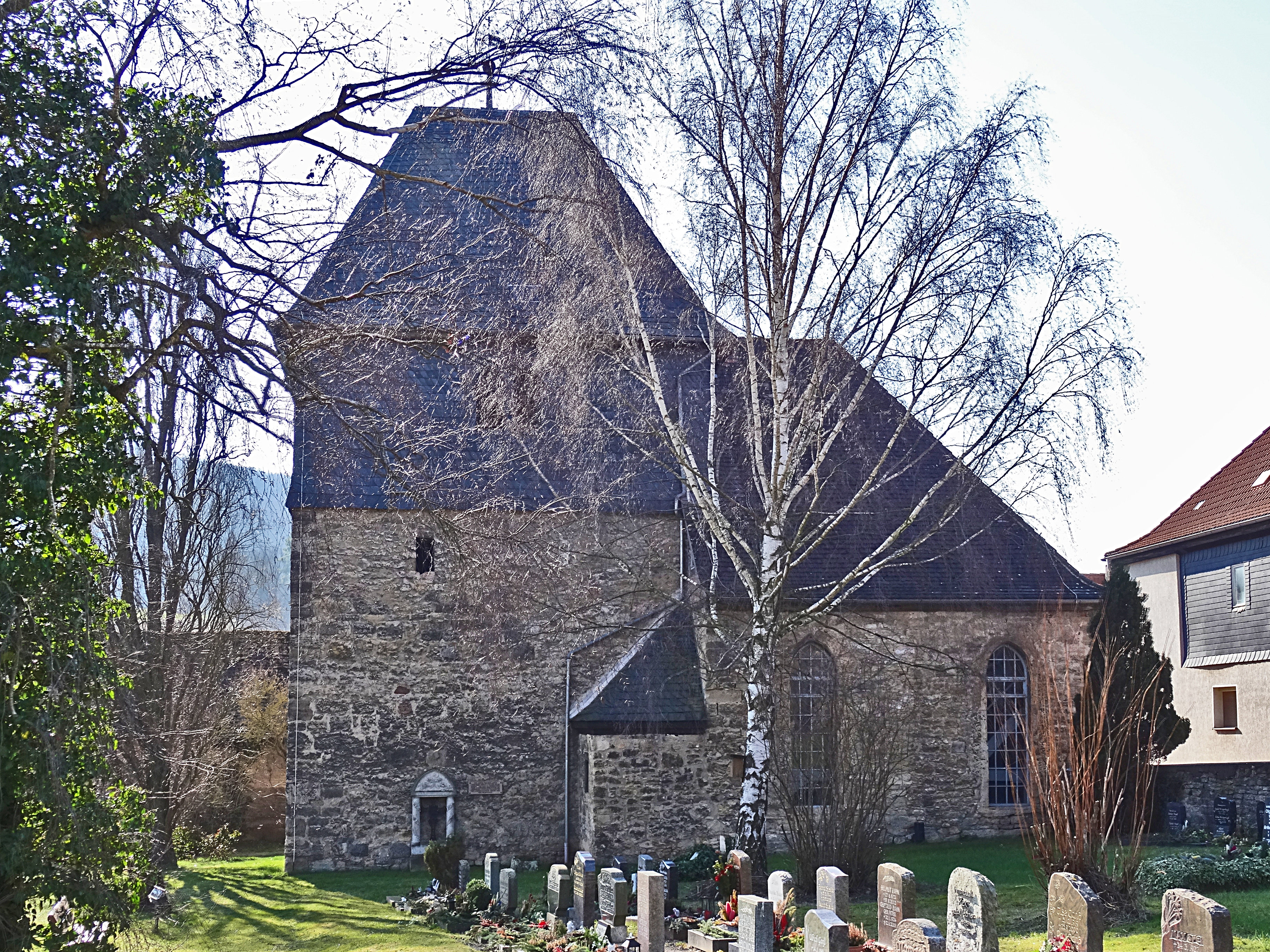
Kirche Löberschütz

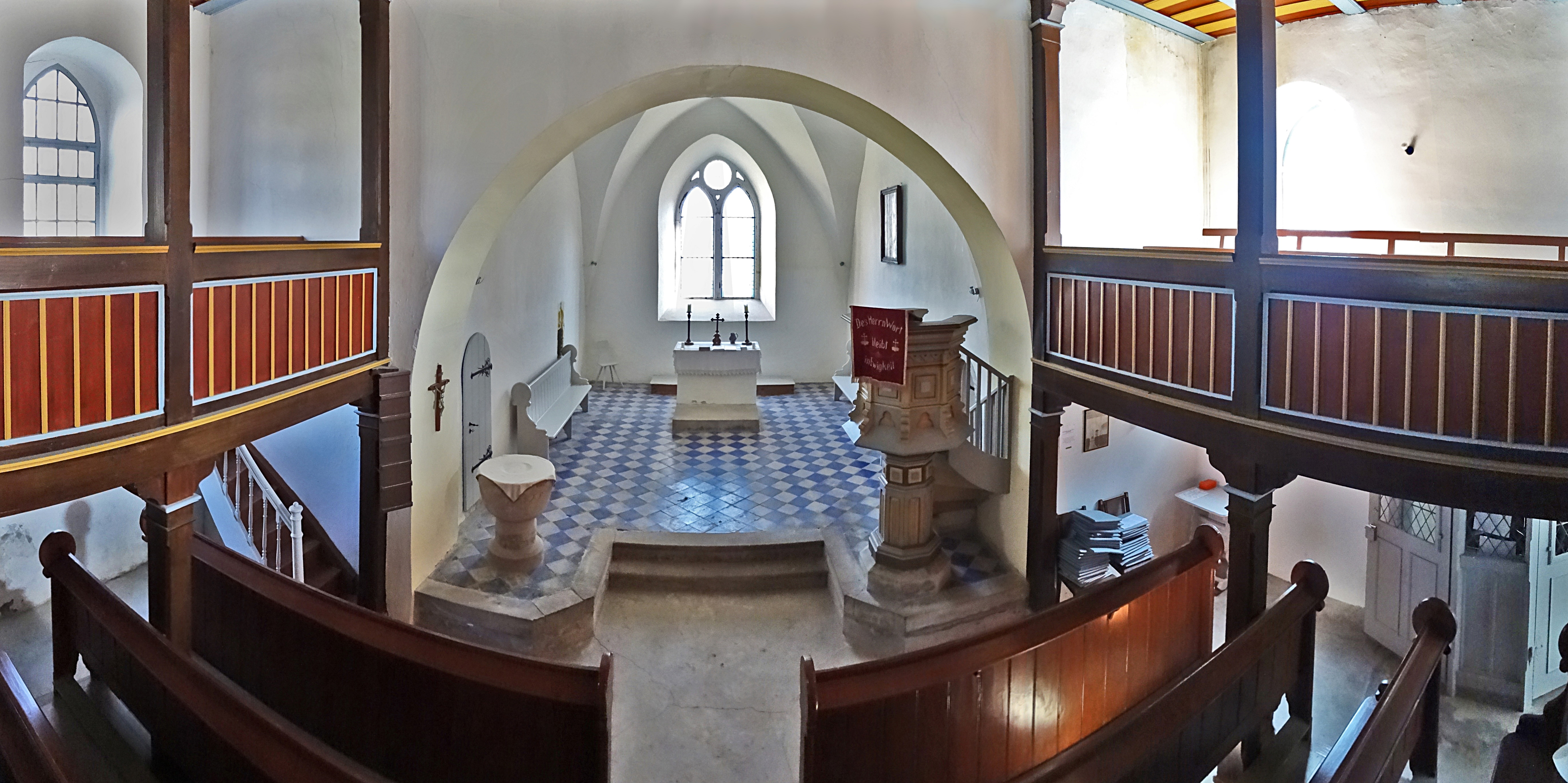
Innenansicht

Die evangelische Dorfkirche Löberschütz steht am Nordrand des Dorfes Löberschütz nahe der Stadt Jena im Saale-Holzland-Kreis in Thüringen. Die Kirche gehört zum Kirchenkreis Jena.

## Geschichte
In der Kirchgemeinde Golmsdorf, zu der fünf Kirchen gehören, waren vier Kirchen, darunter die Löberschützer, seit der Wiedervereinigung aufgrund von Baumängeln nicht begehbar.
Nach der Sanierung können seit 2004 wieder Trauungen in der Kapelle stattfinden.
Seit 2014 zählt der Friedhof zu den historischen Grünflächen im Land Thüringen.
Der von 1773 bis 1782 hier wirkende Pfarrer Heinrich Hoffmann überzeugte die Bauern vom Anbau von Apothekenpflanzen.